# Jan Ruciński (sędzia)
Jan Teofil Ruciński (ur. 19 grudnia 1873 w Dębowcu, zm. 20 lutego 1914 w Krakowie) – polski sędzia.

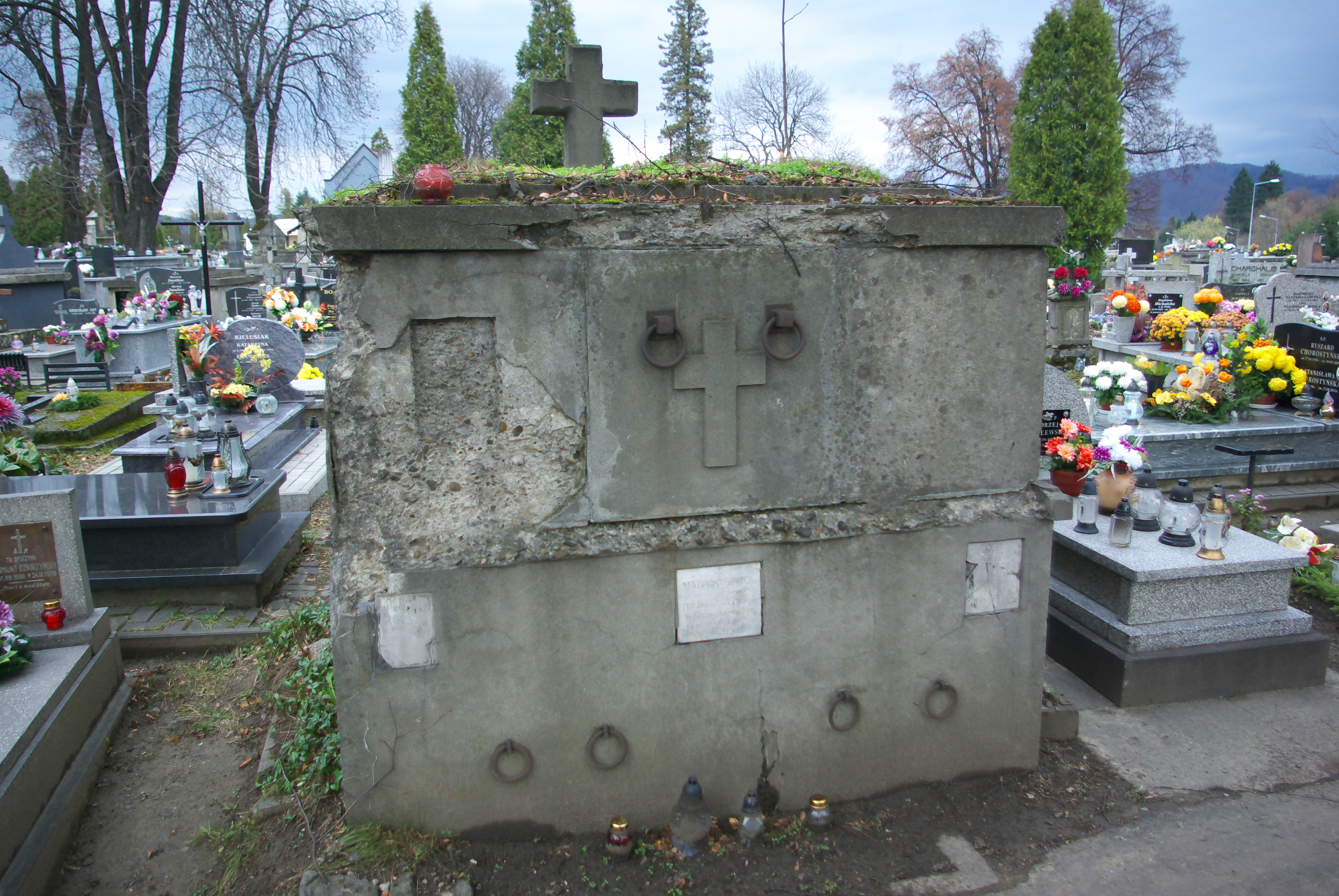
Grobowiec Jana Rucińskiego

## Życiorys
Jan Teofil Ruciński urodził się 19 grudnia 1873 w Dębowcu. Był synem Michała i Antoniny z domu Biesiadzkiej.
Ukończył studia prawnicze. W okresie zaboru austriackiego w ramach autonomii galicyjskiej wstąpił do c. k. służby sądowniczej. Był praktykantem sądowym, po czym decyzją C. K. Wyższego Sądu Krajowego w Krakowie na początku kwietnia 1898 został mianowany auskultantem sądowym. Od tego czasu jako auskultant Galicji Wschodniej z C. K. Wyższego Sądu Krajowego w Krakowie około 1898/1899 był przydzielony do C. K. Sądu Krajowego w Krakowie, a od około 1899 do około 1900 do C. K. Sądu Obwodowego w Rzeszowie. Od około 1901 był adjunktem w C. K. Sądzie Powiatowym w Brzostku, a od około 1909 do około 1911 sędzią tamże. Do stycznia 1911 był członkiem rady nadzorczej Towarzystwa Zaliczkowego w Brzostku. W 1911 był sędzią w C. K. Sądzie Powiatowym w Dukli, skąd w listopadzie 1911 został przeniesiony na stanowisko sędziego powiatowego przy C. K. Sądzie Obwodowym w Rzeszowie i pozostał na tej posadzie do końca życia.
7 lutego 1903 poślubił w Sanoku Stanisławę Konstancję Staruszkiewicz (ur. 1871 w Żmigrodzie, córka tamtejszego adwokata dr. Jana Staruszkiewicza). Zmarł 20 lutego 1914 w Krakowie. Został pochowany w grobowcu rodziny Staruszkiewiczów i Machnickich na cmentarzu przy ul. Rymanowskiej w Sanoku 23 lutego 1914. Wdowa po nim zmarła w Sanoku 19 stycznia 1941 i spoczęła w tym samym miejscu.

## Odznaczenia
austro-węgierskie
- Medal Jubileuszowy Pamiątkowy dla Cywilnych Funkcjonariuszów Państwowych (przed 1912)[10][13]
- Krzyż Jubileuszowy dla Cywilnych Funkcjonariuszów Państwowych (przed 1912)[10][13]